# Raccrochez
Raccrochez (Put It Down en VO) est le deuxième épisode de la vingtième-et-unième saison de la série télévisée d'animation américaine South Park, et le 279e épisode de la série globale. Il est diffusé pour la première fois le 20 septembre 2017 sur Comedy Central. L'épisode traite des relations entre la Corée du Nord et les États-Unis, de l'essai nucléaire nord-coréen de 2017, des problèmes engendrés par l'utilisation du portable au volant, de la prévention du suicide et de l'impact de Donald Trump sur les réseaux sociaux.
Tweek craint la Corée du Nord alors que Cartman veut faire de la prévention pour le suicide, mais il y a déjà de la prévention à l'école pour le portable au volant.

## Résumé
Tweek Tweak est convaincu que la Corée du Nord va bombarder les États-Unis et se montre de plus en plus nerveux. Et l'attitude provocatrice du Président Garrison envers Kim Jong-un sur Twitter l'angoisse encore plus. Craig Tucker tente de calmer son petit ami et lui conseille d'envoyer des cupcakes au leader nord-coréen, ce que Tweek fait. 
Pendant ce temps, Heidi se montre inquiète vis-à-vis de Cartman. En effet, le couple s'est reformé depuis l'épisode précédent, mais elle avoue à Stan que c'est parce qu'Eric l'a supplié et a menacé de se suicider (alors que Cartman avait prétendu que c'était elle qui voulait mettre fin à ses jours). Stan le dit à ses camarades, qui se moquent de Cartman. Ce dernier, vexé, décide de faire de la prévention pour le suicide afin que les autres le prennent au sérieux. Mais la semaine est déjà consacrée à la prévention contre le portable au volant.
L'envoi de pâtisseries est un succès, et Tweek se calme un peu. Mais il est de nouveau paniqué lorsque le Président Garrison utilise le nom du jeune garçon pour provoquer à nouveau la Corée du Nord sur Twitter. Craig tente à nouveau de le déstresser en lui offrant un hand spinner, ce qui a peu d'effet. Pire encore, un missile nord-coréen survole bientôt la maison des Tweak. 
Cartman, avec l'aide d'Heidi, tente de concurrencer et d'humilier la prévention du portable au volant avec un rap annonçant son envie de mettre fin à ses jours. Mais le décès de Gary Borkovec, un élève écrasé par un automobiliste distrait par son téléphone, attire toute l'attention de l'école. 
Pour détendre son petit ami, Craig l'emmène dans un parc d'attraction. Mais Tweek est à nouveau pris de panique après avoir vu de nouveaux tweets du Président Garrison. Craig comprend finalement que rationaliser la situation n'apaisera pas le jeune garçon et décide de l'écouter et d'être là pour lui. Tweek finit par se calmer.
Tweek et Craig dirigent ensuite un chœur composé des élèves de l'école, y compris Cartman. Bientôt rejoints par les autres habitants de South Park, ils encourageant le Président Garrison et les autres gens à raccrocher leurs téléphones, afin de préserver la vie des enfants. Eric dit finalement qu'il ne se suicidera pas, sa prévention ayant fonctionné.

## Mort deKenny
Kenny est présent parmi les victimes écrasées par une voiture, mais on ne le voit pas mourir dans l'épisode. Aussi, Stan et Kyle ne disent pas leurs répliques habituelles.